# Laurent Sagart
Laurent Sagart (ur. 1951) – francuski językoznawca i sinolog związany z Centre national de la recherche scientifique.

## Życiorys
Kształcił się w Bordeaux, Paryżu i Nankinie. W 1990 roku uzyskał doktorat na Université d’Aix-Marseille. Przebywał na uczelniach na Hawajach, w Melbourne i Pekinie oraz jako profesor wizytujący na Tajwanie.
Autor trzech książek i licznych artykułów naukowych, poświęconych dialektologii chińskiej, morfologii i fonologii języka starochińskego, komparatystyce chińskiej, a także językom austronezyjskim. Organizator projektów badawczych w zakresie fonetyki, fonologii historycznej i kontaktu językowego.
Zaproponował hipotezę o wspólnym pochodzeniu języków austronezyjskich i chińsko-tybetańskich.

## Wybrana twórczość
- Laurent Sagart, A List of Sung Him Tong Hakka words of dubious etymology, „Cahiers de Linguistique Asie Orientale”, 11 (2), 1982, s. 69–86, DOI: 10.3406/clao.1982.1116, ISSN 0153-3320.
- Laurent Sagart, Chinese and Austronesian: Evidence for a Genetic Relationship, „Journal of Chinese Linguistics”, 21 (1), 1993, s. 1–63.
- Laurent Sagart, Proto-Austronesian and Old Chinese Evidence for Sino-Austronesian, „Oceanic Linguistics”, 33 (2), 1994, s. 271–308, DOI: 10.2307/3623130, JSTOR: 3623130.
- Laurent Sagart, William H. Baxter, Word Formation in Old Chinese, [w:] Jerome L. Packard (red.), New Approaches to Chinese Word Formation, Berlin–New York: Walter de Gruyter, 1998 (Trends in Linguistics. Studies and Monographs 105), s. 35–76, DOI: 10.1515/9783110809084.35.
- Laurent Sagart, The Roots of Old Chinese, Amsterdam: John Benjamins Publishing, 1999 (Current Issues in Linguistic Theory 184), DOI: 10.1075/cilt.184. Brak numerów stron w książce
- Laurent Sagart, The Higher Phylogeny of Austronesian and the Position of Tai-Kadai, „Oceanic Linguistics”, 43 (2), 2004, s. 411–44, DOI: 10.1353/ol.2005.0012.
- Shā Jiā’ěr 沙加尔 [Laurent Sagart], Bái Yīpíng 白一平 [William H. Baxter]. 2010. Shànggǔ Hànyǔ de N- hé m- qiánzhuì 上古汉语的 N- 和 m- 前缀. Hàn-Zàng yǔ xuébào 汉藏语学报 [Journal of Sino-Tibetan Linguistics] 4. 62–69.
- Laurent Sagart, William H. Baxter, Old Chinese: A New Reconstruction, Oxford: Oxford University Press, 2014, DOI: 10.1093/acprof:oso/9780199945375.001.0001. Brak numerów stron w książce
- Romain Garnier, Laurent Sagart, Sagot Benoît, Milk and the Indo-Europeans, [w:] Martine Robbeets, Alexander Savelyev (red.), Language Dispersal Beyond Farming, 2017, s. 291–311, DOI: 10.1075/z.215, ISBN 978-90-272-1255-9.
- Thomas Pellard, Guillaume Jacques, Laurent Sagart, L’indo-européen n’est pas un mythe, „Bulletin de la Société de Linguistique de Paris”, 113 (1), 2018, s. 79–102, DOI: 10.2143/BSL.113.1.3285465.[3]
- Laurent Sagart i inni, Dated language phylogenies shed light on the ancestry of Sino-Tibetan, „Proceedings of the National Academy of Sciences of the United States of America”, 116 (21), 2019, s. 10317–10322, DOI: 10.1073/pnas.1817972116, PMID: 31061123, PMCID: PMC6534992.